# Oribe Niikawa
Oribe Niikawa (født 16. juli 1988) er en tidligere japansk fodboldspiller.
Han har spillet for flere forskellige klubber i sin karriere, herunder Nagoya Grampus.